# 生駒親正
生駒 親正（いこま ちかまさ）は、戦国時代から江戸時代初期にかけての武将、大名。織田信長の従兄弟にあたる。豊臣政権の三中老の一人。

## 生涯
生駒親重の子として美濃国可児郡土田（現在の岐阜県可児市土田）に生まれる。
永禄9年（1566年）、織田信長の美濃攻めに際してその臣下となる。その後は羽柴秀吉付属の武将に任じられ、金ヶ崎の戦い、長篠の戦い、石山本願寺攻め、紀伊国雑賀攻めなどに参加した。
天正10年（1582年）の信長死後は秀吉の家臣となり、山崎の戦い、賤ヶ岳の戦い、小田原征伐、文禄の役などに参加して活躍。姫路城主時代の秀吉に仕えていた天正6年（1578年）の約1000石からはじまり、同12年（1584年）に2000石加増、同13年（1585年）に2万3500石、同14年（1586年）には播磨国加里屋6万石と着々と知行を増やした
文禄4年（1595年）には讃岐国12万6千200石を与えられ高松城と丸亀城を築城し城下町の形成に着手した。丸亀では築城に伴い、御供所町、西平山、北平山の三浦と呼ばれるエリアと、南条町、本町、塩飽町のエリアを基軸に城下町を形成した。
秀吉の晩年には、中村一氏や堀尾吉晴と共に三中老に任じられて豊臣政権に参与したが、この三中老は後世に作られた実在しない制度とする指摘もある。
慶長5年（1600年）の関ヶ原の戦いでは、子の一正は東軍に与し、親正は在国していたが西軍に与して丹後国田辺城攻めに家臣を代理として派遣した。理由として西軍決起時に在坂していたため西軍に付かざるを得なかった、どちらが敗れても生駒家が存続できるよう配慮した、などの説がある。
戦後に剃髪し、高野山に入った。西軍に与した責任を取るためとされてきたが、高野山入りは関ヶ原で戦闘が行われる前であり、東軍寄りの行動の責任を問われたためとする説もある。
その後、一正が東軍に与した経緯から生駒家の所領は安堵された。一正は領内の再検地と高直しにより讃岐高松藩の表高は17万3千石となる。ほどなくして讃岐に戻り、慶長8年（1603年）に高松城にて死去した。

## 逸話
親正は讃岐国の前国主であり戸次川の戦いで討ち死にした十河存保の嫡男・千松丸を預かって養育していた。天正15年（1587年）に親正が秀吉の前に千松丸を同行し参上した際、「存保ほどのものの子にわずか3千石」との秀吉の発言により、にわかに元の2万石で復活かと十河家の遺臣らは取沙汰していた。しかし、千松丸は15歳で元服を迎える年に病死した。そのため、秀吉の前で千松丸とともに舞を披露した親正の甥・大塚采女ら生駒側による毒殺ではないかと噂された。
これは一説には、生駒家に敵対するものが、生駒家を貶めるために行った謀略との説もある。その後も、生駒家は十河氏復活の芽を摘むため三好氏に連なる者を徹底的に弾圧したことで知られる。

## 系譜
父母
- 生駒親重（父）
- 曾根氏（母）

正室
- 高木正資の養女（花渓宗鮮大禅定尼　慶長14年（1609年）11月3日没）

子女
- 生駒一正（長男）生母は正室
- 村越直吉継室

## 関連作品
テレビドラマ
- 葵 徳川三代（2000年、演：篠原大作）
- 功名が辻（2006年、演：嶋崎伸夫）
- 軍師官兵衛（2014年、演：酒向芳）